# 蒙泰雷日区
蒙泰雷日区（法語：Montérégie）是加拿大魁北克省的一個行政區，以境内的蒙特里吉亚山系得名，蒙特利尔皇家山是该山系最著名的一座。
位于魁北克省西南部，聖勞倫斯河南岸，南与美国接壤。大蒙特利尔地区的朗格惠属于该地区。陸地面积11131平方公里，2011年人口有1,442,433人，下辖14个县、5个独立市、2个印第安保留地，总计176个城镇。经济上主要依靠农业和旅游业。